# Poliopastea xantholopa
Poliopastea xantholopa là một loài bướm đêm thuộc phân họ Arctiinae, họ Erebidae.